# 6169 Сашакрот
6169 Сашакрот (6169 Sashakrot) — астероїд головного поясу, відкритий 2 березня 1981 року.
Тіссеранів параметр щодо Юпітера — 3,116.
Названо на честь відомого космохіміка Олександра Крота, який зробив значний вклад у вчення про метеорити.